# Єланецький степ

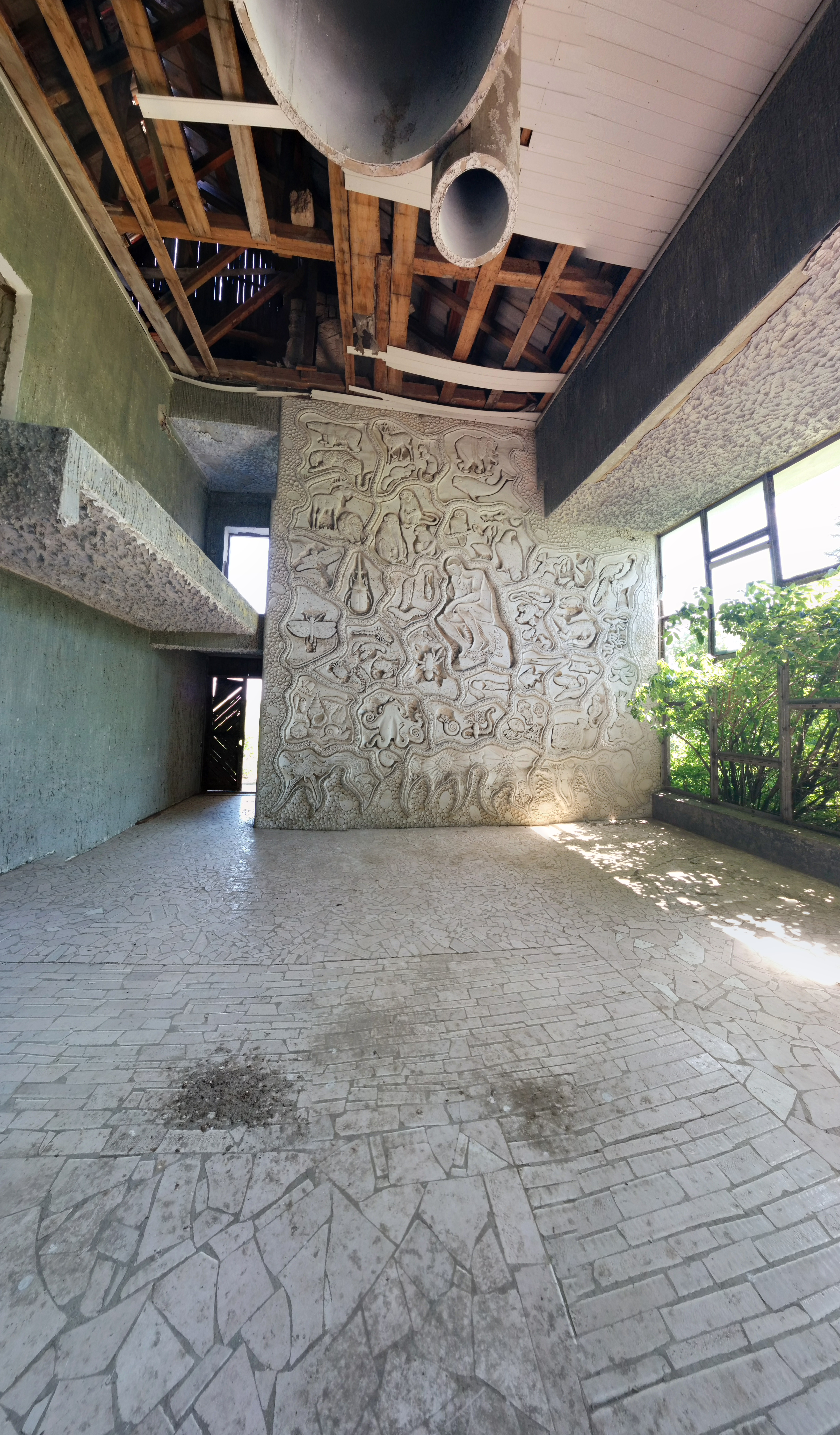
Палац Природи (травень 2016 року)

Природний заповідник «Єлане́цький степ» — природоохоронна територія в Україні, в межах Миколаївської області.
Заповідник призначений для збереження та відтворення степових природних комплексів Правобережної України. Він був організований для охорони найбільшої у Північно-Західному Причорномор'ї ділянки цілинного степу й є першим і, поки що, єдиним степовим заповідником на Правобережній Україні. Його мета — збереження та відновлення типчаково-ковилового степу, не представленого на інших заповідних територіях України. В заповіднику створена одна екологічна стежка завдовжки 1,2 км, маршрут якої проходить біля вольєра зоопарку. Відвідувачі мають нагоду ознайомитися з історією появи заповідника, його рослинним і тваринним світом, побачити на власні очі спосіб життя мешканців вольєру. Маршрут по стежці діє з початку квітня до середини жовтня.

## Історія
Перший заповідний об'єкт в районі розміщення заповідника з'явився у 1978 році, коли тут було організовано заказник місцевого значення «Роза» площею 300 га. Саме з того часу бере початок історія збереження ділянок цілинного степу на Правобережній Україні. У 1982 році, вже на площі 976 га, було оголошено ландшафтний заказник місцевого значення «Єланецький». У 1990 році з ініціативи місцевих природоохоронців та українських вчених було прийнято рішення про резервування 2000 га під майбутній заповідник, а 17 липня 1996 року Указом Президента України № 575 було створено природний заповідник «Єланецький степ».
Із 70-х років минулого століття у заповіднику лишились зоопарк та «Палац природи». Перший був створений у заказнику «Роза» у 1978 році за допомогою фахівців з «Асканії-Нова». Це огороджена ділянка степу площею 70 га, де в напіввільному стані утримувалися бізони, кулани, олені плямисті та муфлони. Так званий «Палац Природи» був побудований у 1979 році з метою організації відпочинку та екологічної освіти дітей і юнацтва.

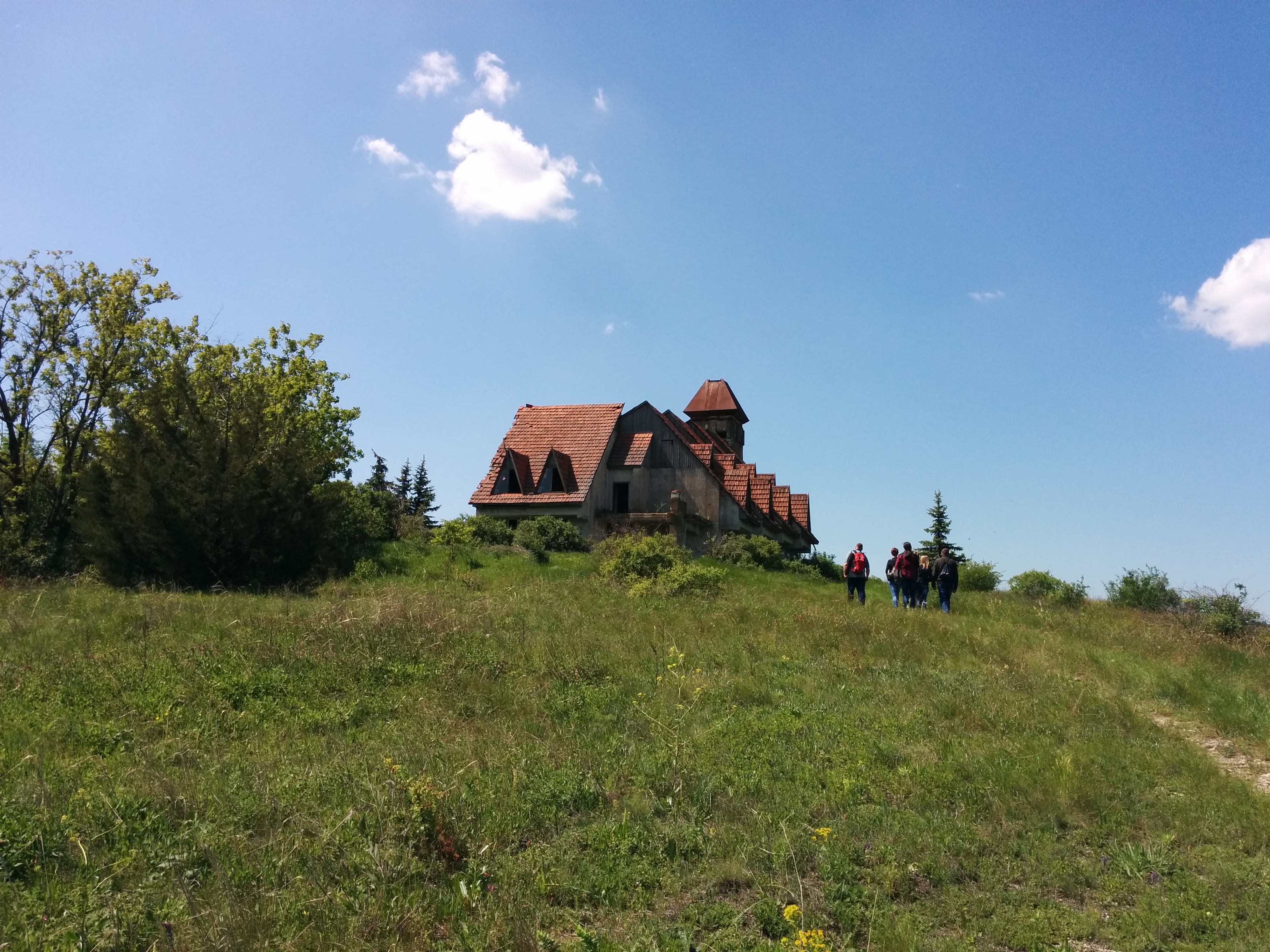
Побудований та частково зруйнований Палац Природи. У ньому можна побачити унікальний розпис стін та скульптурні зображення

У травні 2016 року до території Єланецького степу включено 1334,95 га земель державної власності запасу — на території Новоодеського району 1297,48 га, Вознесенського району — 37,47 га.  Таким чином наразі заповідник складається з двох природоохоронних науково-дослідних відділень-Єланецького площею 1675,7 га та Михайлівського площею 1334,95 га.

## Природні умови
Згідно з фізико-географічним районуванням заповідник знаходиться у межах Дністровсько-Дніпровської провінції Північностепової підзони Степової зони, на степових відрогах Придніпровської височини Південнобузько-Дніпровського межиріччя.
Територія заповідника являє собою яружно-балковий комплекс, який включає нижню частину кількох великих балок (Прусакової, Орлової та Рози), що належать до гідрографічної мережі річки Громоклії — лівої притоки Інгулу. Днища цих балок широкі й вирівняні, а схили порізані різними за розмірами, переважно сильно задернованими ярами. Крутизна схилів звичайно не перевищує 15°, але в окремих місцях досягає 30 — 40° і більше. Саме завдяки значному ерозійному почленуванню, заповідник суттєво відрізняється від суміжних територій, що зазнали суттєвого антропогенного пресу. Специфічною особливістю рельєфу «Єланецького степу» є обмаль вододільних ділянок, які були розорані на початку 20 століття. Привододільні ділянки території заповідника були порушені надмірним випасом, кар'єрними розробками вапняку та лісомеліорацією напередодні заповідання.
Найпоширенішими ґрунтоутворювальними породами є леси, а на схилах балок — вапнякова жорства, мергелі та суглинки. У ґрунтовому покриві переважають малогумусні й щебенюваті чорноземи, а також виходи лесів та елювію вапняків. Характерною ознакою ландшафту заповідника, яка надає йому мальовничості, є виходи вапняків, котрі місцями утворюють досить високі і круті стінки. Подекуди по днищах балок виходять червоні граніти, великі брили яких надають усьому ландшафту особливої своєрідності.
Клімат на території заповідника помірно континентальний з теплим тривалим літом, малосніжною зимою, дефіцитом вологи, частими посухами та суховіями. Середньорічна температура повітря становить +8,4 °C, середня температура січня — −4-5°С, а липня — +21-22°С. Максимальна температура повітря (липень) сягає +38 °C, мінімальна (січень) — −23 °C. Середня тривалість безморозного періоду на ґрунті становить 150—160, а у повітрі — 170—185 діб. Вегетаційний період триває 215—220 діб. Зими малосніжні, з частими відлигами, проте в окремі роки ґрунт може промерзати на глибину до 54 см. Середньорічна сума опадів становить 438 мм, найбільша їх кількість (до 300 мм) випадає у вигляді злив у теплу пору року, особливо в червні-липні. Для другої половини літа характерні сухість повітря і суховії. Весни також посушливі і супроводжуються суховіями, навіть пиловими бурями. В середньому протягом року буває 16-20 днів із суховіями.
Постійних водотоків на території заповідника немає. По днищах балок проходять русла струмків, які наповнюються водою лише навесні та під час дощів і літніх злив. Проте, завдяки особливостям геологічної будови (наявності кількох шарів водопідпірних глеїв), тут існує принаймні три водоносних горизонти, водою яких наповнюються колодязі та джерела, а в Прусаковій балці утворилися досить великі заболочені ділянки, де вода зберігається навіть у посушливі сезони. Від численних колись джерел води у заповіднику залишилось лише одне. Внаслідок бездумної оранки більшість з них зникла під шаром ґрунту, що змивається з навколишніх ланів. З часом, за умови перегляду засобів землекористування, вони можуть відновитися і знову стати прикрасою цих місць.

## Біота
Незважаючи на відносно невеликі розміри, територія заповідника відзначається значним ландшафтним різноманіттям, що й зумовлює багатство його рослинного та тваринного світу.

### Флора
За складом і територіальним розподілом рослинності заповідник «Єланецький степ» помітно відрізняється від інших степових заповідників України насамперед тим, що в ньому майже половину площі займають перелоги різного віку. Через це одним з основних завдань заповідника поряд з охороною ділянок цілинного степу, є відновлення природної рослинності на трансформованих ділянках. Це дуже важливий і актуальний напрям діяльності, який надає заповідникові особливого значення. Відбитком недавнього господарського освоєння території заповідника (інтенсивне випасання худоби, оранка, проведення лісомеліоративні заходів) є наявність у складі його флори великої кількості бур'янів і культивованих (здичавілих, випадкових, висіяних та інтродукованих) рослин (69 видів).
Водночас природна рослинність заповідника є надзвичайно багатою і різноманітною. Вона представлена переважно справжніми степами різних варіантів та їх кам'янистими різновидами, а також луково-степовими, лучними, лучно-болотними та оригінальними чагарниково-деревними комплексами. Тут охороняється 5 степових рослинних угруповань, занесених до Зеленої книги України: формації ковили Лессінга, ковили української, ковили волосистої, ковили найкрасивішої, ковили вузьколистої.
У флорі заповідника нараховується 423 види судинних рослин, серед яких переважають степові та луково-степові види. Із несудинних рослин у заповіднику зареєстровано зростання 46 видів мохоподібних, 29 — водоростей, 14 — лишайників. Тут зростає також 17 видів грибів.
До Червоної книги України занесено 17 видів рослин (5 видів ковили: волосиста, Лессінга, найкрасивіша, українська та вузьколиста, астрагал шерстистоквітковий, брандушка різнобарвна, шафран сітчастий, сон чорніючий, дрік скіфський тощо, 7 видів рослин, поширених у заповіднику, занесені до Європейського червоного переліку гвоздика ланцетна, смілка південнобузька, карагана скіфська, перлівка золотолускова та ін. Ендемічних рослин на території заповідника нараховується 33 види, частина з яких (астрагал одеський, зіновать гранітна та ін. є вузькими ендемами вапнякового субкомплексу та гранітних відшарувань середнього Побужжя. До Червоної книги європейських бріофітів (1995) включено мох чарочник піщаний.
У складі флори заповідника зареєстровано також багато регіонально-рідкісних видів, які підлягають особливій охороні у межах Миколаївської області.

### Фауна
Попри значну господарську освоєність навколишніх територій та наслідки колишнього господарювання в самому заповіднику, його тваринний світ зберіг головні зональні риси. На території заповідника та його найближчих околиць мешкає приблизно 1500 видів безхребетних тварин, з них 158 видів (більше 10 %) є рідкісними або регіонально рідкісними і потребують охорони. Більше третини їх занесено до Червоної книги України (ктир гігантський, 16 видів перетинчастокрилих, зокрема, сколія степова, джмелі моховий, лезус, вірменський, глинистий і яскравий, 32 види метеликів і ін.), а до Європейського червоного переліку занесено 8 видів безхребетних (зокрема, сатурнія грушева, товстун багатобугорчатий, дибка степова, плавунець широкий, п'явка медична тощо). Близько 40 % безхребетних становлять мешканці степу, а решту — різних деревно-чагарникових угруповань, лук, а також види, що не віддають переваги жодному біотопу. Дуже цінним і різноманітним виявився комплекс комах — природних запилювачів рослин (дикі бджоли, джмелі тощо).
Загальна кількість зареєстрованих у заповіднику видів хребетних тварин становить 181 вид: 13 видів земноводних, 4 — плазунів, 142 — птахів, 22 — ссавців. З них 20 видів включено до «червоних» переліків різного рівня (полози чотирисмугий та жовточеревий, шпак рожевий, канюк степовий, лелека чорний, сорокопуд сірий, борсук тощо). Цікавою особливістю є значна щільність популяції полоза чотирисмугого, або Палласового, який трапляється майже на всіх ділянках заповідника, проте перевагу віддає стрімким, місцями кам'янистим і не дуже зарослим чагарниками схилам балок.
Серед птахів є мешканці відкритих просторів та деревно-чагарникових заростей, види-синантропи, а також види, що живляться у степу. Домінують жайворонок польовий та щеврик польовий, численними є трав'янка лучна, кропив'янка сіра, вівсянка садова, припутень та інші, трапляються сиворакша, кам'янка-плясунья, шпак рожевий та лежень. Ще одна особливість тваринного світу заповідника полягає у значному поширенні тут хижих птахів, насамперед дрібних соколів, лунів, сов. З інших рідкісних видів тут зустрічаються змієїд та орел-карлик.
Серед ссавців переважають дрібні гризуни. Байбак тримається трьома колоніями загальною кількістю близько 100 особин (більшість з них так і залишились мешкати у вольєрі, звідки цих звірів було випущено у степ на початку 80-х років). З хижих ссавців переважає лисиця, зустрічаються ласка, тхір степовий, інколи заходить вовк. З диких копитних в заповіднику мешкає сарна, зустрічається вепр.
Загалом на території заповідника мешкають 11 видів тварин, занесених до Європейського червоного списку, 71 вид тварин, занесених до Червоної книги України.

## Стан охорони біорозмаїття
Серйозним порушенням є перебування в заповіднику інтродукованих 18 бізонів, що заборонено Законом «Про природно-заповідний фонд України». У заповіднику часті випадки незаконного випасу худоби та самовільних сінокосів. Є велика кількість самочинних ґрунтових доріг, по яких вивозиться сіно, а також незаконні пасіки, що завдають шкоди диким бджолиним. При режимному сінокосінні в заповіднику використовуються механічні транспортні засоби, покоси здійснюються в період розмноження диких тварин, що є порушенням закону і негативно позначається на гніздуванні птахів.

## Збереження ландшафту
За складом рідкісних, ендемічних і тих представників флори та фауни, що занесені до Червоної книги України, заповідник «Єланецький степ», безумовно, має велике наукове та природоохоронне значення. Однак не менш важливим є сприймання його як частки ландшафту Правобережжя України, що в природному стані майже не зберігся. Головною і невід'ємною складовою цього ландшафту є тварини та рослини, які поки що не стали рідкісними, але зумовлюють зональну своєрідність регіону, і без них неможливо уявити собі степ. Зберегти цей ландшафт у всій його цілісності — головне завдання заповідника. У ньому є всі умови для відновлення природних рослинних комплексів, реакліматизації деяких рідкісних видів тварин та репатріації окремих степових видів рослин, які були втрачені внаслідок антропогенної трансформації довкілля.

## Літературні джерела
- Бойко М. Ф.  Анотований список мохоподібних заповідника «Єланецький степ» та прилеглих територій (Миколаївська обл., Україна) // Чорноморськ. ботан. журн. — 2009.– 5, № 4.– С.583-588.
- Буркут К. С.  Єланецький степ: враження // Світогляд: Науково-популярний журнал. — 2023. — № 6. — С. 26—27. — ISSN 1819-7329.
- Костильов О. В.  Рослинність запроектованого заповідника «Єланецький степ» // Укр. ботан. журн.- 1987.- 44, № 2.- С. 77-81.
- 25-річчя Природного заповідника "Єланецький степ" // Економіст (Ukrainian journal "Economist"), 2021. - №7, С.16-18.